# 望夫镇
望夫镇是广东省茂名市电白区东北部的一个行政建制镇。

## 自然资源
镇内花岗岩覆盖面积达40平方公里，储藏量达27亿立方米以上，这此岩石品种多，光洁度高，质体好，花色齐全，有紫梅花、中花白、芝麻黑和幼花等，可供大量开采。 

## 教育卫生事业
望夫镇有县一级中学1所，小学10所（其中县一级小学1所），被评为市级花园学校1所，县级花园学校5所。2006年在校学生6800多人。卫生医疗设施与农村合作医疗工作开展良好，全年参保率超过80％。 

## 农业
农业形成基地化、产业化经营，培植“公司＋基地＋农户”模式，全面拓展特色农业；农作物种植结构调整成效显著，2006年粮食作物种植面积1962公顷，经济作物面积明显增大，辣椒、四季豆、冬瓜等外运菜种植面积930公顷，南药面积410公顷，水果种植面积4200多公顷，望夫镇农业种植面积比较大，水稻，蔬菜与各种水果种植也比较多如荔枝，龙眼，芒果，甘蔗等等。